# Фріц Здунек
Фрі́ц Зду́нек (нім. Fritz Sdunek, нар. 18 квітня 1947, Люссов, НДР — пом. 22 грудня 2014, Гамбург, Німеччина) — колишній східно-німецький боксер-аматор, згодом — тренер з професійного боксу. Відомий завдяки роботі з багатьма світовими зірками професійного боксу, в тому числі Віталієм та Володимиром Кличками.

## Життєпис
Фріц Здунек брав участь у любительських змаганнях в середній вазі, однак визначних результатів не досяг. Найвищим досягненням молодого боксера стала перемога на Чемпіонаті НДР з боксу серед студентів у 1968 році. Перемігши у 99 боях зі 129, Здунек вирішив закінчити боксерську кар'єру та зайнятися тренерською діяльністю. У 1979 році він закінчив Німецький інститут фізичної культури за спеціальністю «викладач зі спорту».
З 1960-х років Фріц Здунек був членом спортивного клубу «Трактор Шверін», тож і тренерську кар'єру продовжив саме у ньому, співпрацюючи з об'єднанням до 1989 року. Під час роботи у клубі Здунек тренував німецького боксера Андреаса Цюлова, що переміг у легкій вазі на Літніх Олімпійських іграх 1988 року в Сеулі.
У березні 1994 року Здунек розпочав співпрацю з професійною промоутерською організацією «Universum Box-Promotion», де і досяг найвизначніших результатів у своїй кар'єрі. Зокрема, чи не найбільшим досягненням німецького тренера є підготовка чемпіонів світу з боксу в суперважкій вазі Віталія та Володимира Кличків. Окрім українських боксерів, Здунек працював ще з дев'ятьма чемпіонами світу в різних вагових категоріях.
У 2010 році Здунек припинив співробітництво з «Universum Box-Promotion».
22 грудня 2014 року Фріц Здунек помер від серцевого нападу в одному з шпиталів Гамбурга.

## Особисте життя
Був одружений, мав двох дітей — сина та доньку. Донька перебувала у шлюбі з Ахметом Онером — колишнім німецьким боксером-професіоналом турецького походження та керівником промоутерської організації «Arena Box-Promotion».

## Відомі підопічні
- Віталій Кличко
- Володимир Кличко
- Іштван Ковач
- Жолт Ердеї
- Карой Балжаї
- Даріуш Міхальчевський
- Ола Афолабі
- Мануель Чарр
- Олександр Дмитренко
- Ральф Роккіджані
- Себастіан Збік
- Фелікс Штурм
- Андреас Цюлов
- Денис Бойцов
- Олександр Алєксєєв
- Ахмед Котієв
- Сінан Шаміль Сам
- Артур Григорян
- Хуан Карлос Гомес